# Madame Baptiste (téléfilm, 1974)
Pour plus de détails, voir Fiche technique et Distribution.
Madame Baptiste est un téléfilm français réalisé par Claude Santelli en 1974. Il est l’adaptation de la nouvelle homonyme de Guy de Maupassant parue en 1882. 
Le réalisateur est alors déjà un habitué de l’adaptation d’œuvres littéraires pour le petit écran puisque tous ses films, depuis qu'il a commencé sa carrière de réalisateur en 1968 avec Sarn, sont tirés de livres tels que Le Malade imaginaire de Molière ou encore d’autres écrits de Maupassant. Parmi les œuvres antérieures à 1974 dont il est à l’origine, on peut notamment citer Les Cent Livres des Hommes datant de 1971 et inspiré de Marcel Proust (Du côté de chez Swann), téléfilm dans lequel Isabelle Huppert, interprète principale de Madame Baptiste, joue son premier rôle.

## Synopsis
Blanche fut violée dans son adolescence à l’âge de quatorze ans par un domestique, un vacher prénommé Baptiste. Sa famille, soucieuse de dissimuler la honte que ce scandale a jetée sur sa réputation, enferme la jeune fille dans son manoir, pensant que quatre murs suffisent à faire taire les quolibets. Un jour, Blanche, que tout le pays surnomme « Madame Baptiste », tente de se suicider, rongée par le douloureux souvenir qu’elle porte en elle. Un homme la sauve et celui-ci, charmé par celle qui lui doit maintenant la vie, la demande en mariage, bravant ainsi les barrières morales campées par l’opinion publique. La vie semble désormais heureuse pour Blanche, mais un jour, au comice agricole, l'insulte repart : « Madame Baptiste ! »…

## Fiche technique
- Titre : Madame Baptiste
- Réalisation et scénario : Claude Santelli
- Production : O.R.T.F.
- Genre : drame
- Durée : 91 minutes
- Date et chaîne de première diffusion : 29 mars 1974, 2e chaîne.
- Pays : France
- Film tourné dans le village de Auppegard et son château en Seine-Maritime, Étretat, Vaucottes, et au cimetière marin de Varengeville-sur-Mer...

## Distribution
- Isabelle Huppert : Blanche Fontanelle
- Roger Van Hool : Raoul Aubertin
- Francine Bergé : Mme Fontanelle
- Jean-Marc Bory : M. Fontanelle
- Christian Bouillette : Baptiste
- Teddy Bilis : le médecin
- Laurence Février : Delphine
- Françoise Thuries : une cousine
- Nadine Delanoë : une cousine
- Luce Fabiole : Céleste
- Andrée Champeaux : la tante
- Gérard Dournel : le curé
- François Germain : le valet
- Martin Trévières : le chef de fanfare